# Ptychohyla euthysanota
Ptychohyla euthysanota är en groddjursart som först beskrevs av Kellogg 1928.  Ptychohyla euthysanota ingår i släktet Ptychohyla och familjen lövgrodor. IUCN kategoriserar arten globalt som nära hotad. Inga underarter finns listade i Catalogue of Life.